# Бискупяне

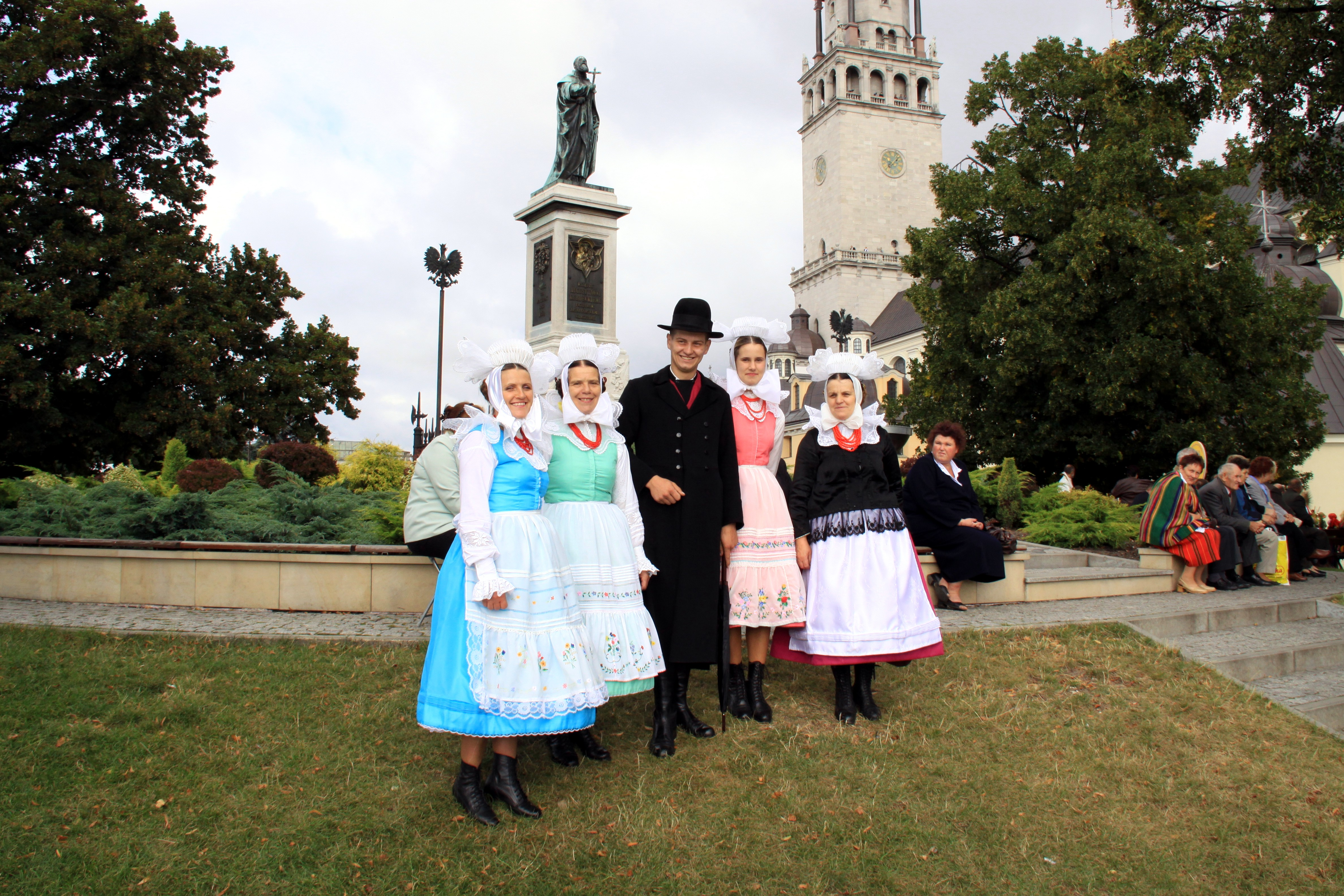
Бискупяне в народных костюмах (Кробя)

Бискупя́не (пол. biskupianie) — субэтническая группа поляков, населяющая двенадцать сёл в окрестностях города Кроби (Грабяново, Домахово, Посадово, Буковница, Хументки, Потажица, Сулковице, Стара-Кробя, Вымыслово, Жихлево в гмине Кробя, Рембово в гмине Пяски, Сикожин в гмине Гостынь) в Гостыньском повяте Великопольского воеводства.

## Происхождение
Название субэтнической группы бискупян, а также области их проживания (Бискупина) происходит от польского слова «бискуп» (пол. biskup) — епископ. До XVIII века земли, которые населяют бискупяне, принадлежали епископам Познани, а в самой Кроби находилась их летняя резиденция. Наличие у бискупян особых прав (меньшая величина повинностей в сравнении с крестьянами других регионов), особенности в способах ведения хозяйства, а также наличие плодородных почв в данной местности способствовали тому, что после освобождения в XIX веке от крепостной зависимости (на более выгодных условиях для жителей окрестностей Кроби) бискупяне стали самыми зажиточными среди крестьян Великой Польши, а слово «бискупянин» стало синонимом сельского богача.

## Говор
Говор бискупян относится к южновеликопольской группе говоров великопольского диалекта. Лексика этого говора собрана в «Словаре бискупянского говора» («Słownik gwary biskupiańskiej») Малгожатой Гера и Кристиной Яньчак с помощью учащихся школы в Стара-Кроби в 2005 году, он состоит из двух частей: в первой части содержатся сведения о культуре и традициях региона, а во второй — основной словарь.

## Современное положение и культура
До настоящего времени бискупяне сохраняют своё самоназвание, чувство единства и принадлежности к своей локальной группе, в деревнях бискупян до сих пор сохраняются многие из их народных традиций.

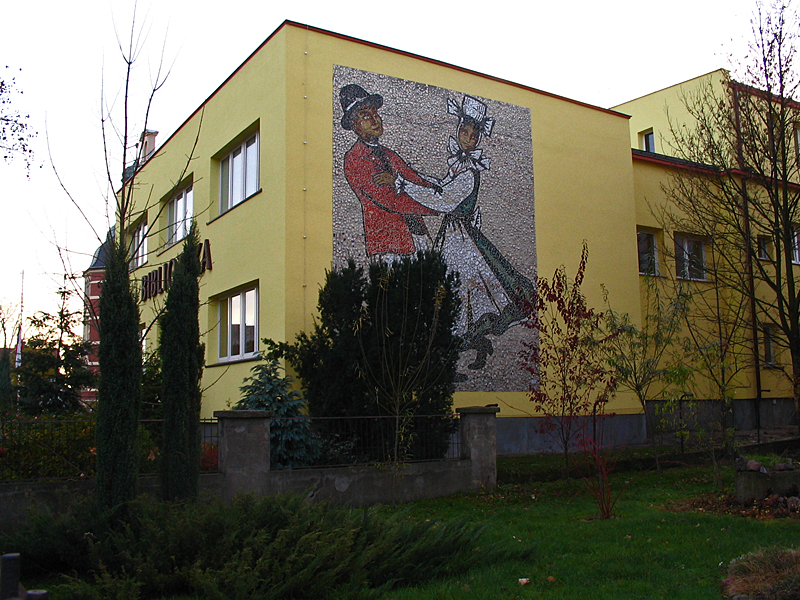
Изображение танцующих бискупян на стене здания библиотеки в Гостыне

От соседних с ними групп поляков бискупян отличают своеобразие народного костюма, песен и танцев, а также некоторые местные обычаи. Наиболее яркая отличительная особенность бискупян — костюм. В женском праздничном костюме выделяется необычностью формы головной убор белого цвета с кружевными элементами, складками и платком с белым бантом, в обязательную часть женского костюма также входят красное ожерелье, белая блузка, юбки пастельных тонов, белый фартук с вышивкой. Для мужского костюма характерны красная куртка без воротника, чёрный жилет и чёрная шляпа. В настоящее время народный костюм бискупяне надевают редко, только во время национальных и религиозных праздников, или для выступлений в фольклорных коллективах. Главным музыкальным инструментом (в прошлом — единственным) для бискупян является волынка, распространение позднее скрипки привело к формированию дуэта волынщика и скрипача. Танцы у бискупян начинаются без музыкального сопровождения и представляют собой цикл из нескольких танцев: «виват», «пшодек» и «рувны». Во время встреч и торжеств поют гимн Бискупины, среди традиций бискупян выделяются сложный свадебный обряд, обычай обхода деревни с ветвистым деревом весной и др. Наиболее распространёнными блюдами у бискупян являются блюда из картофеля, разнообразные виды супов (наварка — суп из ржаной муки; рыбный суп с квашеной капустой, сушёными грибами и овощами) и мн. др.
В Кроби, Домахове и Стара-Кроби существуют фольклорные коллективы («Молодые бискупяне» («Młodzi Biskupianie»), «Молодёжный оркестр волынщиков» («Młodzieżowa Kapela Dudziarska»), «Бискупянский фольклорный коллектив» («Biskupiański Zespół Folklorystyczny») и др.), благодаря которым сохраняются особенности музыки, песен и танцев бискупян.